# Biblia vulgata

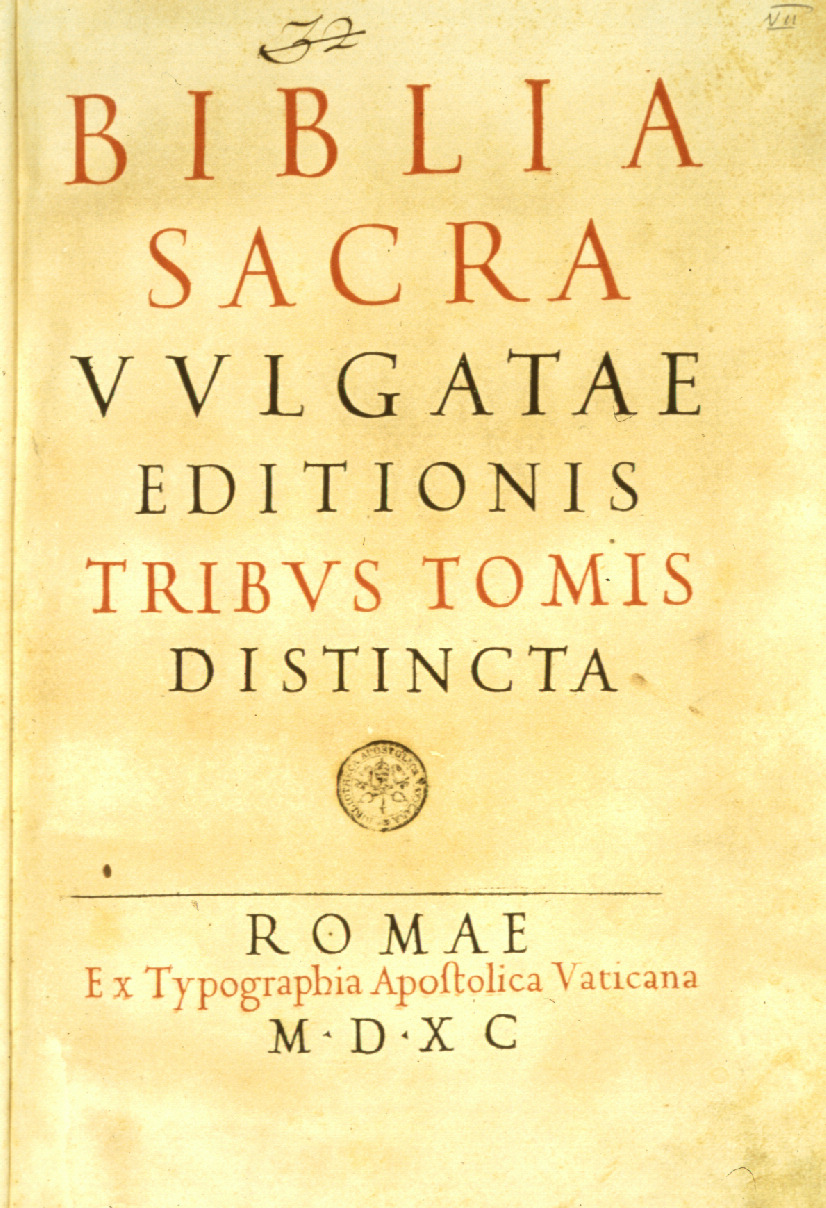
Pagina de titlu a ediției din anul 1590 - en

Biblia vulgata sau Vulgata este o versiune a Bibliei (Vechiul Testament și Noul Testament), tradusă în limba latină. Primele traduceri ale Bibliei în latină datează din secolele III-IV d.Hr., dar erau imprecise. În secolul al IV-lea, papa Damasus I a hotărât ca Sfântul Ieronim să traducă Biblia în latină.
Dorind să lucreze cu textul ebraic, Sf. Ieronim a călătorit la Bethleem, unde a fondat o mănăstire și în anul 390 a început traducerea. Comparând versiunile redactate în limbile ebraică, aramaică și limba greacă și traducând Evangheliile din greacă în latină, Sf. Ieronim a dat creștinătății cea de-a doua versiune a Bibliei în limba latină, după Vetus Latina.
Vulgata nu a fost imediat acceptată în toate bisericile latine, dar în sec. al V-lea a devenit o carte universală. S-a transmis prin numeroase variante scrise de mână, copiate de călugări. Cu timpul, aceste interpolări au necesitat corecturi permanente. În anul 1456 Johannes Gutenberg a tipărit prima ediție a Vulgatei, iar noua tehnologie a confirmat faptul că opera avea nevoie de o nouă ediție corectată. Conciliul Tridentin a examinat-o și a decretat la 8 aprilie 1546 versiunea Vulgatei drept autentică.
Ediția revizuită a fost finalizată în timpul papei Clement al VIII-lea și a apărut la Roma în 1592. Denumită Sixtina-Clementina, aceasta a fost revăzută și corectată în edițiile din 1593 și 1598, devenind textus receptus al Bisericii Catolice.
Papa Pius al X-lea a inițiat o nouă ediție a Vulgatei.

## În limba română
În 1760-1761 episcopul unit Petru Pavel Aron a realizat la Blaj, cu ajutorul colaboratorilor, o nouă traducere a Sfintei Scripturi, din latină în limba română bazată pe Vulgata. Această versiune a rămas netipărită (Biblioteca Academiei Române, filiala Cluj, ms. rom. 18, 21, 22, 23, 25, 30, 68, reprezentând protograful traducerii, și ms. rom. 19, 20, 28, 29, reprezentând versiunea definitivă). A fost tipărită în 2005 (în 5 volume care totalizează peste 4.000 de pagini), prin efortul, în special, al unor cercetători ai Institutului de Lingvistică și Istorie Literară „Sextil Pușcariu” al Academiei Române din Cluj și ai Institutului de Istorie al Academiei Române „G. Barițiu” din Cluj, condus de academicianul Camil Mureșanu.